# Milan Smits
Milan Smits (13 november 2004) is een Belgisch voetballer die onder contract ligt bij Royal Antwerp FC.

## Carrière
Smits ruilde in 2018 de jeugdopleiding van KV Mechelen voor die van Royal Antwerp FC. Op 5 maart 2023 maakte hij zijn officiële debuut in het eerste elftal van de club: in de competitiewedstrijd tegen KV Mechelen (5-0-winst) liet trainer Mark van Bommel hem in de 87e minuut invallen. Kort daarna ondertekende hij een profcontract tot medio 2025, met optie op een extra seizoen.

## Clubstatistieken
| Seizoen         | Club             | Land            | Competitie       | Competitie | Competitie | Beker | Beker | Supercup | Supercup | Europees | Europees | Totaal | Totaal |
| Seizoen         | Club             | Land            | Competitie       | Wed.       | Dlp.       | Wed.  | Dlp.  | Wed.     | Dlp.     | Wed.     | Dlp.     | Wed.   | Dlp.   |
| --------------- | ---------------- | --------------- | ---------------- | ---------- | ---------- | ----- | ----- | -------- | -------- | -------- | -------- | ------ | ------ |
| 2022/23         | Young Reds       | Vlag van België | Eerste nationale | 13         | 0          | —     | —     | —        | —        | —        | —        | 13     | 0      |
| 2022/23         | Royal Antwerp FC | Vlag van België | Eerste klasse A  | 1          | 0          | 0     | 0     | —        | —        | 0        | 0        | 1      | 0      |
| Carrière totaal | Carrière totaal  | Carrière totaal | Carrière totaal  | 14         | 0          | 0     | 0     | 0        | 0        | 0        | 0        | 14     | 0      |

Bijgewerkt op 17 maart 2023.

## Privé
- Zijn vader Björn Smits speelde zes jaar bij de jeugd van Royal Antwerp FC en voetbalde later in Eerste klasse voor KV Oostende, Verbroedering Geel, KVC Westerlo en KSV Roeselare.[3]